# Вторгнення США в Панаму
Вто́ргнення США в Пана́му (англ. United States invasion of Panama), кодова назва «Справедлива справа» (англ. Operation Just Cause) — військове вторгнення на територію Панами Збройних сил США у грудні 1989 року з метою повалення режиму генерала Нор'єга.
За результатами вторгнення фактичний лідер Панами, генерал та диктатор Мануель Нор'єга був усунутий від влади, президентом країни обрали лідера опозиції Гільєрмо Ендара, Панамські сили оборони припинили свою діяльність.

## Історія
США довгий час утримували значні військові сили на різних базах у зоні Панамського каналу для того, щоб зберігати американський вплив на цю стратегічно важливу місцевість. 7 вересня 1977 року президент США Джиммі Картер та фактичний лідер Панами генерал Омар Торріхос підписали угоду Торріхос-Картер, відповідно до якої контроль над каналом мав перейти до Панами 2000 року. Незважаючи на те, що канал передавався панамській адміністрації, військові бази залишалися, щоб забезпечити відкрите проходження американських кораблів.
США мали довготривалі відносини з генералом Нор'єгою. З 1967 року він був платним інформатором та агентом ЦРУ і продовжував ним бути, коли посаду директора агентства обіймав майбутній президент Джордж Буш (старший). З 1960-х по 1980-ті роки Нор'єга отримував до 100 000 доларів щороку, пізніше щорічні виплати збільшилися до 200 000 доларів.
У середині 1980-х відносини між США та Нор'єгою почали псуватися через ряд скандалів, пов'язаних із торгівлею зброєю та наркотиками. Нор'єга почав поступово схилятися на сторону СРСР у Холодній війні, отримуючи допомогу від Куби, Нікарагуа та Лівії. 1988 року деякі американські політики (зокрема Елліот Абрамс) просували ідею вторгнення, однак тогочасний президент США Рональд Рейган відкинув її, оскільки побоювався, що це може зашкодити кандидату на пост президента Бушу виграти вибори.
7 травня 1989 року в Панамі пройшли вибори президента та парламенту. Коаліція опозиційних партій провела паралельний підрахунок голосів і виявила, що більшість людей проголосували за опозиційного кандидата Гільєрмо Ендару. Уряд оголосив, що вибори виграв провладний кандидат Карлос Дюка. 11 травня Ендара потрапив у лікарню після того, як його сильно побили прибічники Нор'єги.
У жовтні 1989 року стався невдалий заколот проти Нор'єги.
15 грудня парламент Панами прийняв резолюцію, згідно з якою через дії США виникав стан війни між Панамою та США.
Наступного дня стався інцидент у El Chorrillo — передмісті Панами. Четверо американських військових планували відпочити у місті, однак були змушені зупинитися біля блокпосту приблизно в 9:00. За їхніми свідченнями, вони були неозброєні та у приватному автомобілі. За свідченнями панамських військових, американці були озброєні та виконували розвідувальну місію. Почалася перестрілка, двоє американських солдатів отримали поранення (один пізніше помер у шпиталі). Свідками події стали офіцер флоту США та його дружина, що знаходилися неподалік. Їх заарештували, чоловіка сильно побили (пізніше він провів декілька тижнів у лікарні), а жінці погрожували зґвалтуванням.
Після інциденту президент Буш наказав розробити план вторгнення; час було призначено на 1:00 20 грудня.

## Обґрунтування вторгнення
Вранці 20 грудня 1989 року, через кілька годин після початку операції, президент Буш у своїй промові сформулював чотири основні причини вторгнення:
- Захист життя американців. Проголошений Нор'єгою стан війни погрожував 35 000 громадян США, які перебували у Панамі.
- Захист демократії та прав людини у Панамі.
- Протидія міжнародному наркотрафіку. Панама стала центром відмивання грошей та проміжним пунктом для передачі наркотиків у США та Європу.
- Гарантування виконання угоди Торріхоса-Картера. Передбачалось, що, відповідно до угоди, США має право застосувати війська для захисту каналу.

## Вторгнення

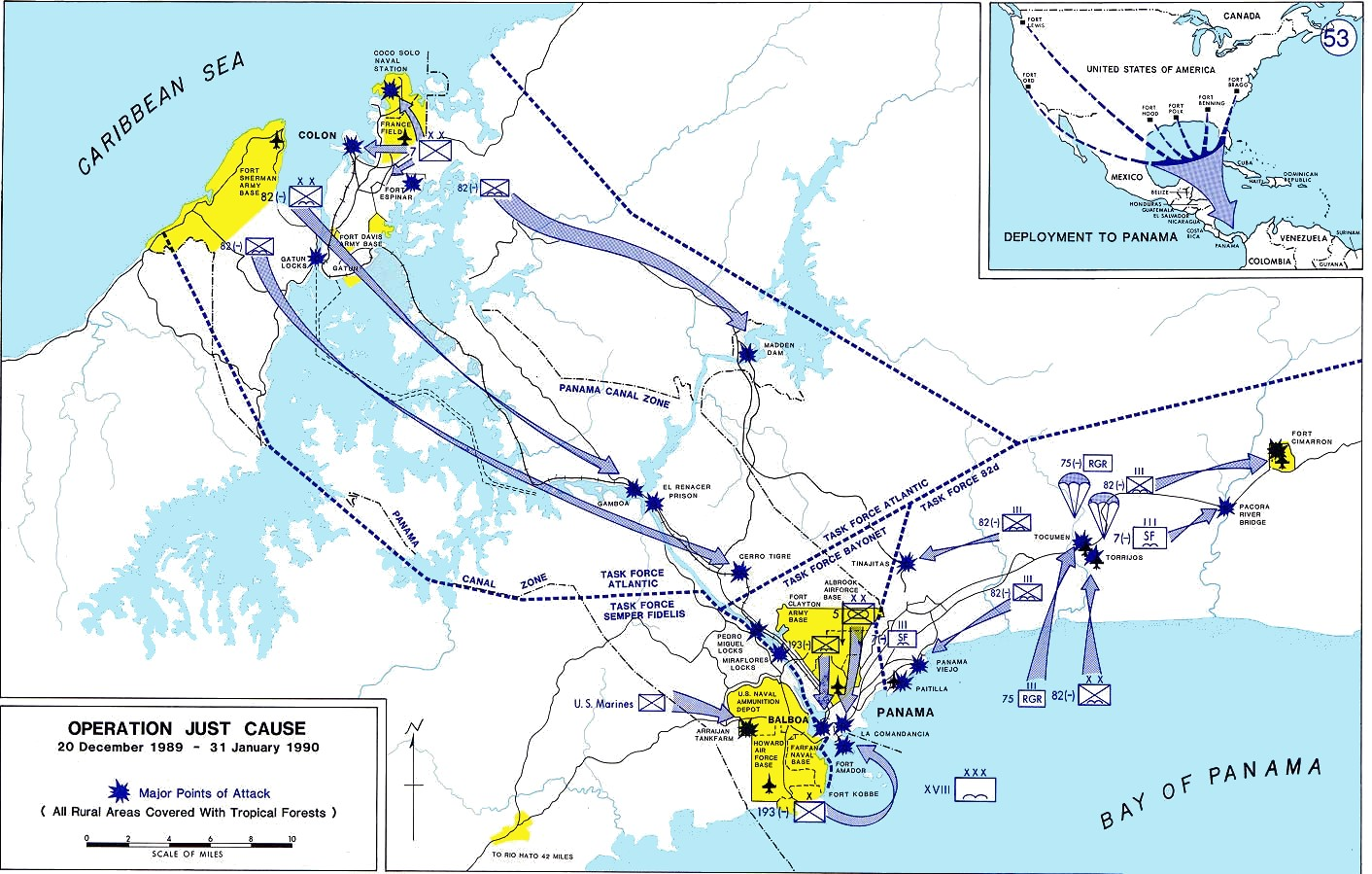
Операція «Справедлива Справа» (Operation Just Cause)

Операція почалася 20 грудня 1989 року о 01:00. У ній взяли участь 27 684 американських солдати та близько 300 літаків. Їм протистояли близько 16 000 військовослужбовців панамських сил оборони.
Спочатку були захоплені стратегічні об'єкти, як-от цивільний аеропорт у місті Панама. Морські котики зруйнували особистий реактивний літак Нор'єги та потопили панамський військовий катер. Пізніше було завдано ударів по всіх відомих військових базах та командних центрах. Також американський спецназ штурмував тюрму Carcel Modelo, щоб звільнити громадянина США Курта Маса (англ. Kurt Muse), якого панамський уряд звинувачував у шпигунстві.
Через кілька годин після початку вторгнення Гільєрмо Ендара у форті Клейтон приніс присягу як обраний президент Панами.
Нор'єга просив притулку на території дипломатичної місії Ватикану, однак через сильний дипломатичний та психологічний тиск був змушений здатися. 3 січня 1990 року його посадили у літак і відправили на територію США.
За різними оцінками, у ході бойових дій загинуло від 300 до 1000 громадян Панами. Американські військові втратили 23 людини загиблими та 325 пораненими, з них двоє загинули та 19 отримали поранення від дружнього вогню.

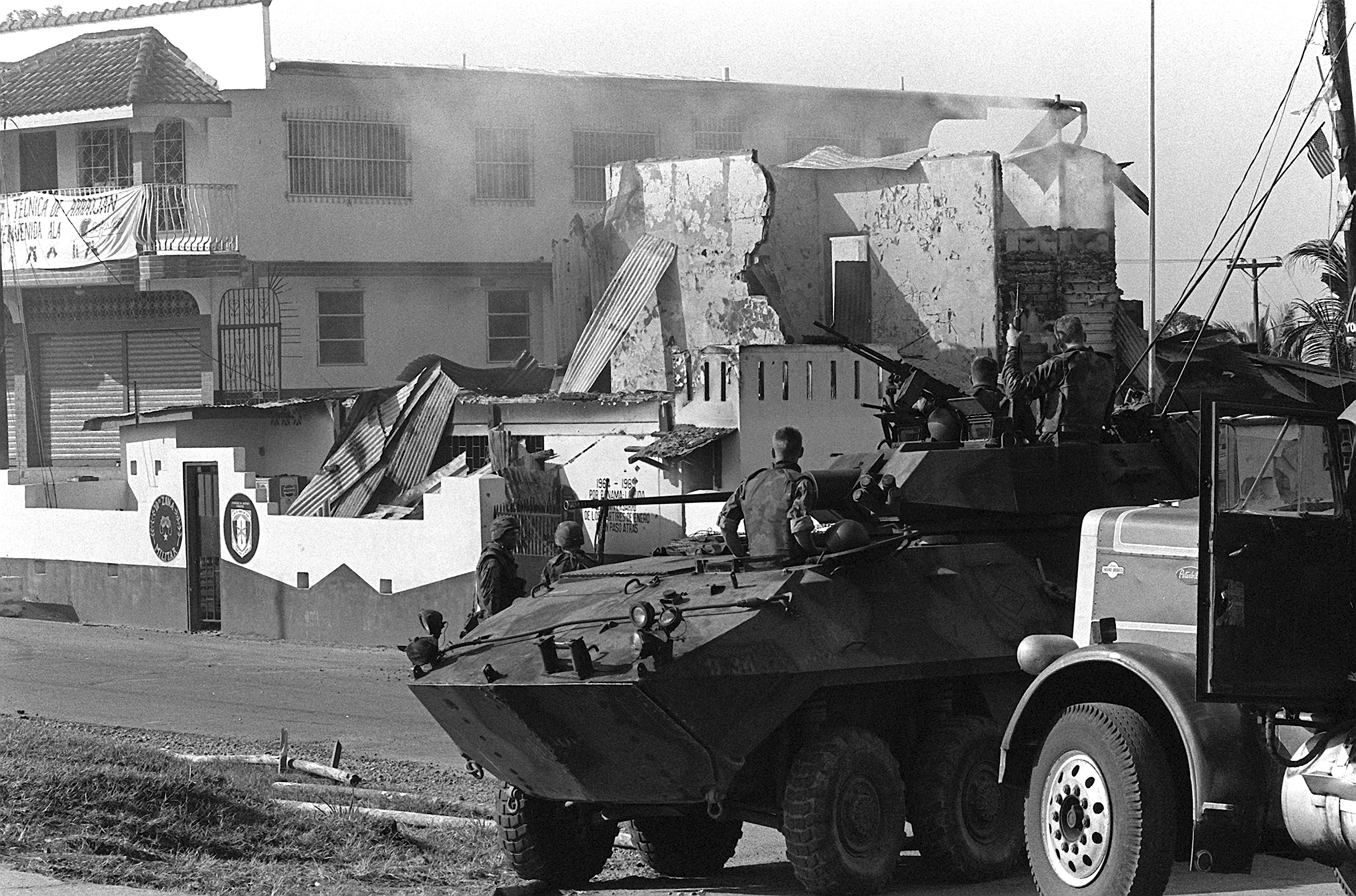
Морська піхота США на бронетранспортері LAV-25 біля зруйнованої будівлі панамських збройних сил 20 грудня 1989.